# كورتسايت (أريزونا)
كورتسايت (بالإنجليزية: Quartzsite, Arizona)‏ هي بلدة تقع في مقاطعة لا باز، أريزونا بولاية أريزونا في الولايات المتحدة. تأسست عام 1989، تبلغ مساحتها 94 (كم²)، وترتفع عن سطح البحر 268 م، بلغ عدد سكانها 3497 نسمة في عام 2007 حسب إحصاء مكتب تعداد الولايات المتحدة وتصل الكثافة السكانية فيها 36.1 نسمة/كم2.

## التركيبة السكانية
حدّد مكتب تعداد الولايات المتحدة بيانات التركيبة السكانية لكورتسايت في تعداد الولايات المتحدة. في ما يلي، التركيبة السكانية حسب تعدادي 2000 و2010.

### تعداد عام 2000
بلغ عدد سكان كورتسايت 3,354 نسمة بحسب تعداد عام 2000، وبلغ عدد الأسر 1,850 أسرة وعدد العائلات 1,176 عائلة مقيمة في البلدة. في حين سجلت الكثافة السكانية 35.7 نسمة لكل كيلومتر مربع (92.5/ميل2). وبلغ عدد الوحدات السكنية 3,186 وحدة بمتوسط كثافة قدره 33.9 لكل كيلومتر مربع (87.8/ميل2).
وتوزع التركيب العرقي للبلدة بنسبة 94.48% من البيض و0.24% من الأمريكيين الأفارقة و1.16% من الأمريكيين الأصليين و0.27% من الأمريكيين ذوي الأصول الآسيوية و0.06% من سكان جزر المحيط الهادئ و2.59% من الأعراق الأخرى و1.19% من عرقين مختلطين أو أكثر و5.04% من الهسبانيون أو اللاتينيون من أي عرق.
بلغ عدد الأسر 1,850 أسرة كانت نسبة 5.8% منها لديها أطفال تحت سن الثامنة عشر تعيش معهم، وبلغت نسبة الأزواج القاطنين مع بعضهم البعض 59% من أصل المجموع الكلي للأسر، ونسبة 2.9% من الأسر كان لديها معيلات من الإناث دون وجود شريك، بينما كانت نسبة 1.6% من الأسر لديها معيلون من الذكور دون وجود شريكة وكانت نسبة 36.4% من غير العائلات. تألفت نسبة 31.5% من أصل جميع الأسر من عدة أفراد يعيشون في نفس المنزل ونسبة 19.1% كانت تتألف من شخص يعيش بمفرده يبلغ من العمر 65 عاماً أو أكثر. وبلغ متوسط حجم الأسرة المعيشية 1.81، أما متوسط حجم العائلات فبلغ 2.18.
بلغ العمر الوسطي للسكان 66.5 عاماً. وكانت نسبة 5.7% من القاطنين تحت سن الثامنة عشر، وكانت نسبة 1.8% بين الثامنة عشر والرابعة والعشرين عاماً، ونسبة 7.7% كانت واقعةً في الفئة العمرية ما بين الخامسة والعشرين والرابعة والأربعين عاماً، ونسبة 29.9% كانت ما بين الخامسة والأربعين والرابعة والستين، ونسبة 54.9% كانت ضمن فئة الخامسة والستين عاماً فما فوق. يوجد لكل 100 أنثى 102.8 ذكر، ويوجد لكل 100 أنثى في الثامنة عشر من عمرها فما فوق 101.9 ذكر.
بلغ متوسط دخل الأسرة في البلدة 23,053 دولارًا، أما متوسط دخل العائلة فبلغ 26,382 دولارًا. وكان متوسط دخل الذكور 20,313 دولارًا مقابل 16,080 دولارًا للإناث. وسجل دخل الفرد الخاص بالبلدة 15,889 دولارًا. وكانت نسبة 7.8% من العائلات ونسبة 13.5% من السكان تحت خط الفقر، وكان من هؤلاء نسبة 20.3% تحت سن الثامنة عشر ونسبة 10% في الخامسة والستين من العمر وما فوق.

### تعداد عام 2010
بلغ عدد سكان كورتسايت 3,677 نسمة بحسب تعداد عام 2010، وبلغ عدد الأسر 2,027 أسرة وعدد العائلات 1,091 عائلة مقيمة في البلدة. في حين سجلت الكثافة السكانية 39.1 نسمة لكل كيلومتر مربع (101.3/ميل2). وبلغ عدد الوحدات السكنية 3,378 وحدة بمتوسط كثافة قدره 35.9 لكل كيلومتر مربع (93.0/ميل2).
وتوزع التركيب العرقي للبلدة بنسبة 92.55% من البيض و0.30% من الأمريكيين الأفارقة و1.93% من الأمريكيين الأصليين و0.27% من الأمريكيين ذوي الأصول الآسيوية و2.94% من الأعراق الأخرى و2.01% من عرقين مختلطين أو أكثر و6.69% من الهسبانيون أو اللاتينيون من أي عرق.
بلغ عدد الأسر 2,027 أسرة كانت نسبة 6.7% منها لديها أطفال تحت سن الثامنة عشر تعيش معهم، وبلغت نسبة الأزواج القاطنين مع بعضهم البعض 49% من أصل المجموع الكلي للأسر، ونسبة 3.4% من الأسر كان لديها معيلات من الإناث دون وجود شريك، بينما كانت نسبة 1.4% من الأسر لديها معيلون من الذكور دون وجود شريكة وكانت نسبة 46.2% من غير العائلات. تألفت نسبة 38.6% من أصل جميع الأسر من عدة أفراد يعيشون في نفس المنزل ونسبة 24.9% كانت تتألف من شخص يعيش بمفرده يبلغ من العمر 65 عاماً أو أكثر. وبلغ متوسط حجم الأسرة المعيشية 1.77، أما متوسط حجم العائلات فبلغ 2.26.
بلغ العمر الوسطي للسكان 67.1 عاماً. وكانت نسبة 6.9% من القاطنين تحت سن الثامنة عشر، وكانت نسبة 2.1% بين الثامنة عشر والرابعة والعشرين عاماً، ونسبة 8.2% كانت واقعةً في الفئة العمرية ما بين الخامسة والعشرين والرابعة والأربعين عاماً، ونسبة 27% كانت ما بين الخامسة والأربعين والرابعة والستين، ونسبة 55.8% كانت ضمن فئة الخامسة والستين عاماً فما فوق. وتوزع التركيب الجنسي للسكان بنسبة 50.8% ذكور و49.2% إناث.

## المناخ
يظهر الجدول التالي التغييرات المناخية على مدار السنة لكورتسايت:
| البيانات المناخية لـكورتسايت                            | البيانات المناخية لـكورتسايت | البيانات المناخية لـكورتسايت | البيانات المناخية لـكورتسايت | البيانات المناخية لـكورتسايت | البيانات المناخية لـكورتسايت | البيانات المناخية لـكورتسايت | البيانات المناخية لـكورتسايت | البيانات المناخية لـكورتسايت | البيانات المناخية لـكورتسايت | البيانات المناخية لـكورتسايت | البيانات المناخية لـكورتسايت | البيانات المناخية لـكورتسايت | البيانات المناخية لـكورتسايت |
| الشهر                                                   | يناير                        | فبراير                       | مارس                         | أبريل                        | مايو                         | يونيو                        | يوليو                        | أغسطس                        | سبتمبر                       | أكتوبر                       | نوفمبر                       | ديسمبر                       | المعدل السنوي                |
| ------------------------------------------------------- | ---------------------------- | ---------------------------- | ---------------------------- | ---------------------------- | ---------------------------- | ---------------------------- | ---------------------------- | ---------------------------- | ---------------------------- | ---------------------------- | ---------------------------- | ---------------------------- | ---------------------------- |
| الدرجة القصوى °ف (°م)                                   | 87 (31)                      | 89 (32)                      | 97 (36)                      | 106 (41)                     | 112 (44)                     | 121 (49)                     | 122 (50)                     | 119 (48)                     | 115 (46)                     | 106 (41)                     | 93 (34)                      | 83 (28)                      | 122 (50)                     |
| متوسط درجة الحرارة الكبرى °ف (°م)                       | 65.4 (18.6)                  | 71.1 (21.7)                  | 76.9 (24.9)                  | 85.6 (29.8)                  | 93.9 (34.4)                  | 104.0 (40.0)                 | 107.7 (42.1)                 | 105.8 (41.0)                 | 100.0 (37.8)                 | 88.2 (31.2)                  | 74.1 (23.4)                  | 64.9 (18.3)                  | 86.5 (30.3)                  |
| متوسط درجة الحرارة الصغرى °ف (°م)                       | 40.1 (4.5)                   | 45.1 (7.3)                   | 50.2 (10.1)                  | 56.4 (13.6)                  | 65.4 (18.6)                  | 74.3 (23.5)                  | 81.8 (27.7)                  | 80.4 (26.9)                  | 73.1 (22.8)                  | 59.7 (15.4)                  | 46.0 (7.8)                   | 38.7 (3.7)                   | 59.3 (15.2)                  |
| أدنى درجة حرارة °ف (°م)                                 | 15 (−9)                      | 22 (−6)                      | 24 (−4)                      | 35 (2)                       | 40 (4)                       | 54 (12)                      | 66 (19)                      | 53 (12)                      | 47 (8)                       | 35 (2)                       | 27 (−3)                      | 19 (−7)                      | 15 (−9)                      |
| معدل هطول الأمطار إنش (مم)                              | 0.52 (13)                    | 0.51 (13)                    | 0.33 (8.4)                   | 0.15 (3.8)                   | 0.05 (1.3)                   | 0.03 (0.76)                  | 0.21 (5.3)                   | 0.61 (15)                    | 0.36 (9.1)                   | 0.33 (8.4)                   | 0.14 (3.6)                   | 0.27 (6.9)                   | 3.51 (88.56)                 |
| متوسط الأيام الممطرة (≥ 0.01 inch)                      | 2.0                          | 3.2                          | 2.6                          | 1.2                          | 0.6                          | 0.2                          | 1.5                          | 2.4                          | 1.4                          | 1.8                          | 1.7                          | 2.5                          | 21.1                         |
| المصدر: National Oceanic and Atmospheric Administration |                              |                              |                              |                              |                              |                              |                              |                              |                              |                              |                              |                              |                              |

## وصلات خارجية
- http://www.ci.quartzsite.az.us/
- The US50 - Cities and Towns in Arizona State
- Arizona Cities and Towns, Facts, Map, Flag, Colleges, Government, and More